# Boyunlu, Silvan
Boyunlu là một xã thuộc huyện Silvan, tỉnh Diyarbakır, Thổ Nhĩ Kỳ. Dân số thời điểm năm 2008 là 1.082 người.